# Sidourip
Sidourip is een bestuurslaag in het regentschap Deli Serdang van de provincie Noord-Sumatra, Indonesië. Sidourip telt 2243 inwoners (volkstelling 2010).